# 13681 Monty Python
13681 Monty Python este un asteroid din centura principală, descoperit pe 7 august 1997, de Miloš Tichý și Zdeněk Moravec.